# توت (مقاطعة دليجان)
توت (بالفارسية: توت) هي قرية تقع في قسم هستيجان الريفي (مقاطعة دليجان) في إيران. يقدر عدد سكانها بـ 62 نسمة بحسب إحصاء 2016.